# Ilhéus
Ilhéus es un municipio brasileño del estado de Bahía. Es la ciudad más extensa del litoral entre los municipios bahianos. Se la considera la capital del cacao y la capital de la "Princesinha do Sul" (Princesita del sur). Su economía se basa en la agricultura, el turismo y las industrias. Era el primer productor de cacao del mundo hasta que la enfermedad conocida como "escoba de bruja" infectó las plantaciones, reduciendo notoriamente la producción. Ilhéus fue fundada en 1536 y consiguió la categoría de ciudad en 1881. Es conocida mundialmente por ambientar las novelas de Jorge Amado, famoso escritor bahiano, como Gabriela, Clavo y Canela. Conocida también como "IOS", sigla que respecta la grafía antigua del nombre de la ciudad,  São Jorge dos Ilhéos, que es utilizado en los pasajes de avión.
Posee el "Aeropuerto Jorge Amado", que es la puerta de entrada para destinos muy requeridos como ser Itacaré, Barra Grande, Canavieiras, Ilha de Comandatuba y la propia ciudad de Ilhéus.

## Historia

### Pueblos originarios
La región estaba habitada por los indígenas botocudos o aimorés y por los tupí o tupiniquin.

### Capitanía azucarera
En 1534 el rey Juan III de Portugal asignó la Capitanía de Ilhéus de mil leguas de tierra al donatario Jorge de Figueiredo Correia, quien nombró a Francisco Romero como capitán mayor, quien la ocupó a partir de 1535 y en 1536 fundó en la desembocadura del río Cachoeira la primitiva villa de São Jorge dos Ilhéus.  

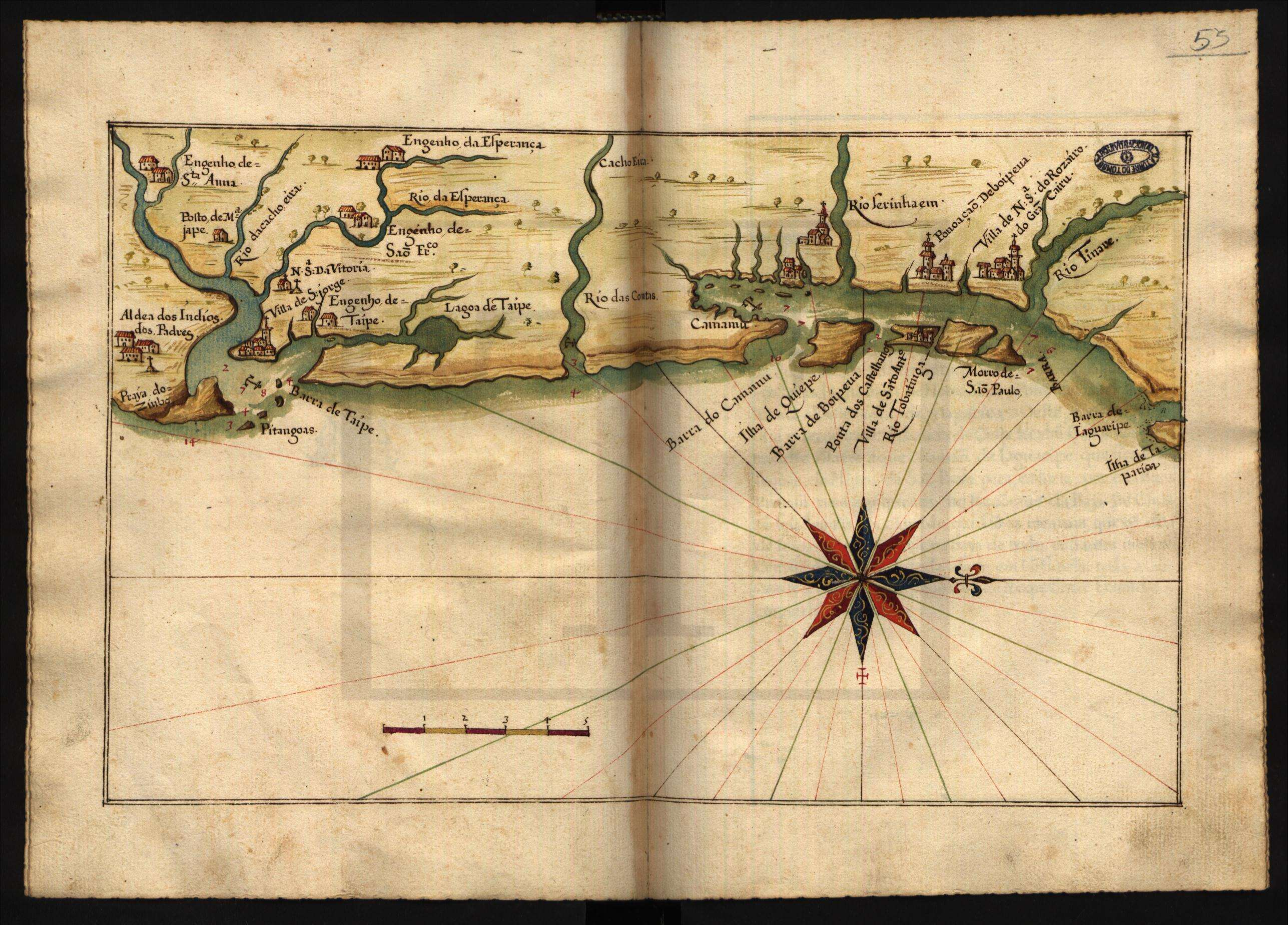
Mapa de la Capitanía de Ilhéus 1640

Las tropas de Romero enfrentaron y pacificaron a los tupis, tras lo cual, la región se convirtió desde entonces en gran productora de caña de azúcar, y varios ingenios se establecieron en sesmarías que habían sido otorgadas por la corona. 
En 1556, la villa fue declarada freguesia. En 1595 Ilhéus fue atacado por los franceses, pero el ataque fue repelido. El fuerte de San Antonio fue entonces reforzado y en 1611 transformado en "fuerte de piedra y cal".
Durante el siglo XVII, las plantaciones de caña fueron atacadas por los botocudos y la capitanía decayó y se fue a Portugal.

### Bonanza cacaotera

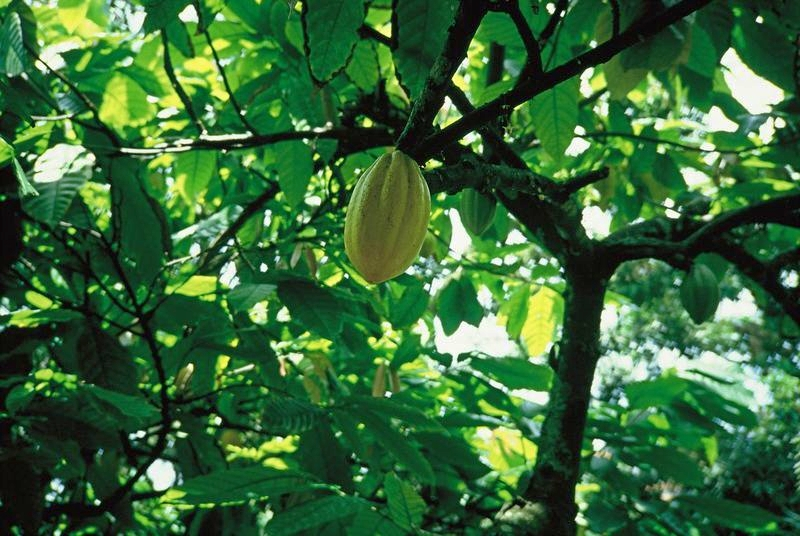
Cultivo de cacao en Ilhéus.

En 1754, Portugal terminó con el sistema de capitanías hereditarias y el territorio volvió a manos del rey. Por esta época llegaron a Ilhéus desde Pará, semillas de cacao, plantadas por el francés Louis Frédéric Warneaux en la hacienda Cubículo, en las riberas del río Pardo, hoy municipio de Canavieiras.
Los colonos alemanes llegados a la región en 1821 extendieron con éxito la plantación comercial de cacao. Desde 1890 la plantación pasó a ser desarrollada también por colonos brasileños que protagonizaron una ola de ocupaciones de tierra para participar de la bonanza del cultivo.
El 28 de junio de 1881 Ilhéus fue elevada a la categoría de ciudad. En 1913 la ciudad fue transformada en diócesis. El gobierno brasileño donaba tierras a quien quisiera plantar cacao. Llegaron migrantes de Sergipe y el nordeste. La población creció en forma explosiva y la región cambió, a la vez que en la ciudad se construían casas bellas, hoteles e importantes edificios públicos, como el Palacio doel Paranaguá, que abriga actualmente la Prefectura y, como la sede de la Asciación Comercial de Ilhéus
En 1924, comenzó la construcción del puerto de Ilhéus com recursos propios de los empresarios cacaoteros y una vez se concluyó las exportaciones de cacao se hicieron directamente desde la ciudad, aumentando su importancia comercial y cultural y atrayendo nuevas migraciones.
La prosperidad relativa de la región se mantuvo hasta la década de 1980, cuando el monocultivo de cacao sufrió un rudo golpe, al verse afectadas las plantaciones simultáneamente por la plaga llamada "escoba de bruja", causada por el hongo Moniliophthora perniciosa, por la sequía propia del fenómeno de El Niño y por los bajos precios internacionales.

### Nuevas actividades económicas
Ilhéus renació gracias al turismo, al aporte cultural social de Jorge Amado, a la instalación de proyectos industriales y al surgimiento del polo de informática, actividades para las cuales la ciudad y la región aprovecharon la infraestructura que ya poseían. En cuanto a la agricultura, además el cacao, hoy existen plantaciones de palma aceitera.

## División administrativa

### Ciudad
El área urbana Ilhéus está dividida en, Zona Norte, Zona Oeste, Centro y la Zona Sur que está separada del resto de la ciudad por el río Cachoeira, sobre el cual cruza el puente Lomanto Junior. Cerca de 40% de la población urbana de Ilhéus vive en la Zona Sur. En las Zonas Norte y Oeste se concentran la mayor parte de industrias y bodegas. En el barrio Iguape, de la Zona Norte, están localizados el Distrito Industrial y el Polo de Informática.

### Distritos
Gran parte del territorio do municipio está distribuido en los distritos, que son 10: Aritaguá, Banco Central, Banco do Pedro, Castelo Novo, Couto, Inema, Japu, Olivença, Pimenteira y Rio do Braço. Demográficamente es importante Aritaguá. Olivença se destaca como distrito turístico.

### Poblados
Hay 19 poblados. Ponta da Tulha, Salobrinho y Banco da Vitória son los más populosos.

## Etnografía
La pertenencia étnica de la población, según los datos oficiales, es la siguiente:
| Ascendencia | Porcentaje |
| ----------- | ---------- |
| Pardos      | 58,6%      |
| Blancos     | 19,5%      |
| Negros      | 18,7%      |
| Indígenas   | 2,1%       |
| Asiáticos   | 0,9%       |